# Глобальне затемнення
Глобальне затемнення (англ. Global dimming) — ефект, спричинений природним (вулканізмом) і техногенним забрудненням атмосфери пиловими та іншими частинками, внаслідок чого кількість випромінювання Сонця, що потрапляє на поверхню Землі, зменшується. Ефект сильно залежить від географічного положення, але загалом по Землі становить близько 5 % за 1960—1990 рр. Глобальне затемнення викликає охолодження поверхні, тобто частково компенсує глобальне потепління, викликане парниковим ефектом.
Вважають, що глобальне затемнення викликане, насамперед, утворенням крапельок хмари навколо частинок, які є центрами конденсації.

## Наслідки
- Загальне охолодження планети
- Зменшення випаровуваності
- Перерозподіл тепла на планеті
- Посилення глобального потепління незабаром після того, як значна частина антропогенних викидів затемнювальних речовин припиниться. При цьому таке посилення, ймовірно, може запустити більш потужні процеси, які посилюють глобальне потепління: мимовільний викид десятків мільярдів тонн метану з-під мілководь Арктики і вічних мерзлот.